# Gaol Break
Gaol Break is een Britse misdaadfilm uit 1936 onder regie van Ralph Ince, waarin hij zelf de hoofdrol speelt. De film is wellicht zoekgeraakt.

## Verhaal
Wanneer veroordeeld misdadiger Jim Oakley (Ralph Ince) verneemt dat zijn zoon door een bende criminelen ontvoerd zal worden, ontsnapt hij uit de gevangenis om het plan te verijdelen en zijn zoon te redden.

## Rolverdeling
| Acteur          | Personage         |
| --------------- | ----------------- |
| Ralph Ince      | Jim Oakley        |
| Pat Fitzpatrick | Mickie Oakley     |
| Basil Gill      | Dr. Walter Merkin |
| Raymond Lovell  | Duke              |
| Lorna Hubbard   | Daisy Oakley      |
| Roy Findlay     | Louie             |
| Elliott Mason   | Euphie            |
| Desmond Roberts | Paul Kendall      |

## Trivia
- De film was een zogenaamde "quota quickie", een goedkoop gemaakte film om te voldoen aan een toenmalige Britse wet die eiste dat er jaarlijks een minimum aantal Britse films geproduceerd werden.[2]